# Jリーグウイニングイレブン2007 クラブチャンピオンシップ
『Jリーグウイニングイレブン2007 クラブチャンピオンシップ』は、コナミデジタルエンタテインメントによるウイニングイレブンシリーズのゲームソフト。PlayStation 2用。2007年8月2日に発売された。

## 新要素
選手1人を操作して試合に挑むファンタジスタモード新搭載。
Jリーグは2007年5月6日時点のデータを搭載。欧州リーグは06-07シーズンの最終データを搭載している。

## ライセンス
- ブンデスリーガは、バイエルン・ミュンヘンのみ収録。
- プレミアリーグのチーム名は実名ではない。(選手名は実名)
- その他、リーガ・エスパニョーラ・セリエA・リーグ・アン・エールディヴィジを実名で収録している。